# Dependències de Noruega

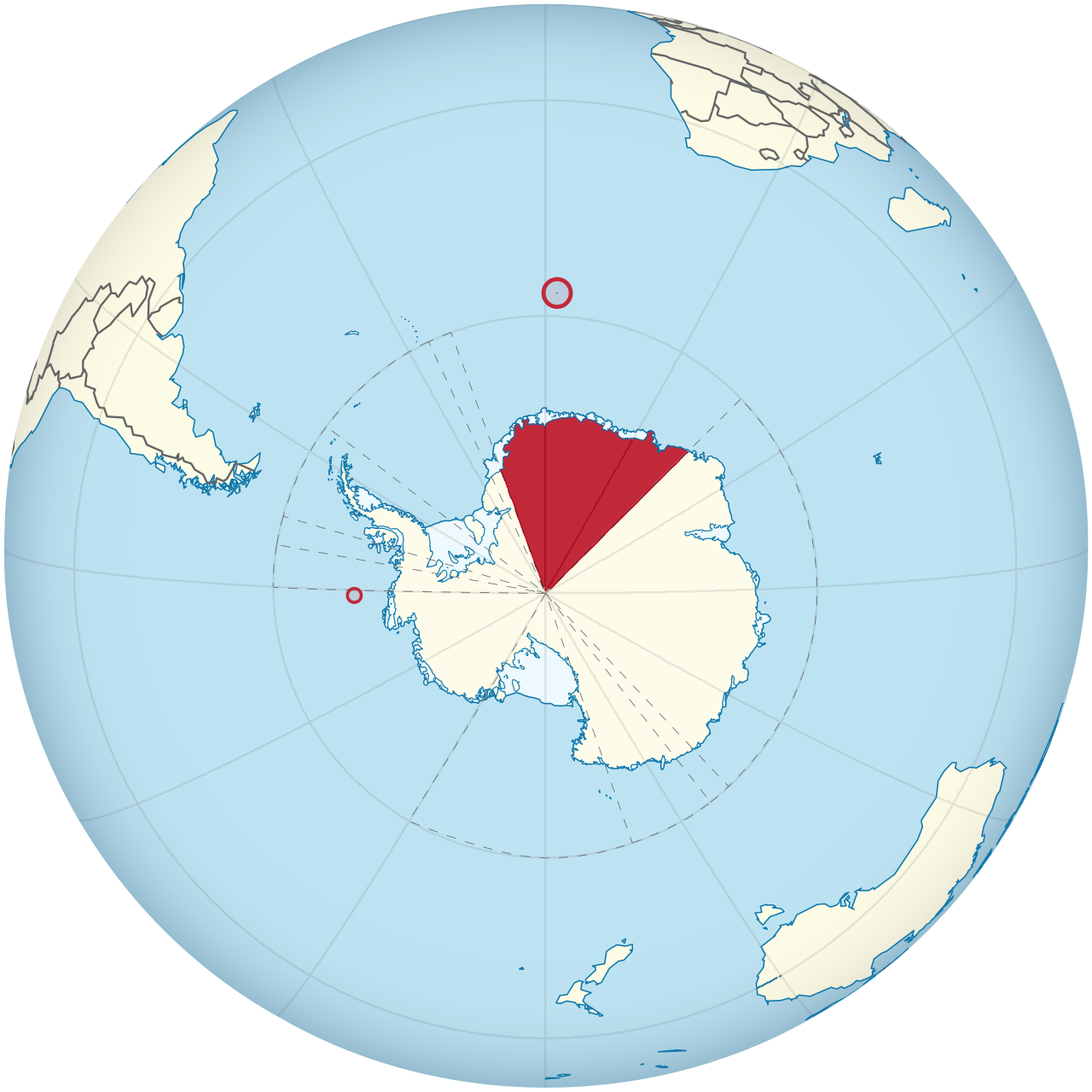
Les dependències de Noruega.

Noruega té tres territoris dependents (en noruec: biland), tots deshabitats i situats a l'hemisferi sud. L'illa de Bouvet és una illa subantàrtica situada a l'oceà Atlàntic sud. La Terra de la Reina Maud és un sector de l'Antàrtida, que s'estén entre els 20° i els 45° d'oest a est. L'illa de Pere I és una illa volcànica situada a 450 quilòmetres de la costa de l'Antàrtida continental. La seva superfície total és de 2,700,203 km² i es calcula que hi viuen al voltant de 40 científics.
Tant l'illa de Pere I com la Terra de la Reina Maud són al sud de 60° S i, per tant, pertanyen al Tractat Antàrtic. Si bé el tractat estableix que les reivindicacions no es veuen afectades pel mateix, només els altres països amb reivindicacions a l'Antàrtida en reconeixen la sobirania de Noruega. Les dependències són administrades pel Departament d'Afers Polars del Ministeri de Justícia i Seguretat Pública, a Oslo, capital de Noruega. El dret penal, el dret privat i dret processal noruecs s'apliquen en aquests territoris, a més d'altres lleis que explícitament hi són vàlides.
Noruega també té dues àrees no incorporades que formen part del Regne de Noruega i que no són dependències; Jan Mayen i Svalbard.